# 新澤健一郎
新澤 健一郎（しんざわ けんいちろう、1968年4月3日 - ）は、日本のピアニスト、キーボーディスト、作曲家、編曲家。

## 略歴
1968年、東京都に生まれる。
1987年、東京都立戸山高等学校卒。在学中はブラスバンド部に所属。
1991年、東京工業大学工学部建築学科卒。在学中は学生ビッグバンド「東京工業大学ロス・ガラチェロス」に所属し、第20回山野ビッグバンド・ジャズコンテストで優秀ソリスト賞を受賞。
1992年、フリーランスのミュージシャンとして、スタジオ・ワーク、ジャズライブなどを開始。
1993年、東京工業大学大学院建築学専攻卒。
2014年、昭和音楽大学非常勤講師。

## リーダー作
1998年 Jingle Jazz (徳間ジャパン TKCA-71503)
1999年 Quiet Leaves（Compozila SubConscious label SUB1014)
1999年 Glidephonic (徳間ジャパン TKCA-71671)
2002年 Nervio (VEGA Music Entertainment VGDBRZ-0004)
2003年 Alma (VEGA Music Entertainment VGDBRZ-0006)
2005年 Nude Energy (VEGA Music Entertainment VGDBRZ-0015)
2009年 Piano Works (Iceblue Records IBRC0001, IBRC8001)
2018年 Standards And Me (Iceblue Records IBRC0002)

## 参加アーティスト、バンド
- 2001年-2008年 プリズム（サポートメンバー）
- 2007年- 米川英之
- 2008年- 櫻井哲夫ジャコ・パストリアス・トリビュートバンド
- 2011年-2013年 田村ゆかり
- 2013年 水樹奈々 NANA MIZUKI LIVE GRACE -OPUSII-

## 作曲
2000年- 国際子ども図書館・絵本ギャラリー
2014年-2015年 NHKドラマ「本棚食堂」音楽

## スタジオワーク
NHKピタゴラスイッチ「めかぬか」「きょうのスレスレ」ピアノ演奏